# Лисиця Михайло Павлович
Михайло Павлович Лисиця (15 січня 1921, с. Високе, Брусилівський район, Житомирська область, Українська РСР, СРСР — 10 січня 2012) — український науковець-фізик, фахівець у галузі оптики і спектроскопії, нелінійної оптики і квантової електроніки, фізики твердого тіла і фізики напівпровідників.
Академік Національної академії наук України (обраний 1 квітня 1982), доктор фізико-математичних наук (1961), професор, лауреат двох Державних премій України в галузі науки і техніки.

## Життєпис
Народився 15 січня 1921 року у селі Високому Брусилівського району Житомирської області в селянській родині. 1938 року закінчив Київський педагогічний технікум. Працював учителем російської мови і літератури у Фастівській школі. Наступного року вступив до Київського державного університету імені Тараса Шевченка, але в жовтні був призваний до армії. Брав участь у німецько-радянській війні, мав бойові нагороди.
У 1945 році продовжив перерване війною навчання на фізико-математичному факультеті університету. У 1950 році Михайло Павлович став аспірантом кафедри оптики і в 1954 році захистив кандидатську дисертацію під керівництвом професора Олександра Шишловського, у якій експериментально довів придатність теорії молекулярних екситонів для електронних і коливальних спектрів молекул.
З 1961 року вчений працював в Інституті напівпровідників НАН України на посаді завідувача відділу оптики, і за сумісництвом професором на фізичному факультеті Київського університету ім. Тараса Шевченка.

Могила Михайла Лисиці, Байкове кладовище

Помер у 90-річному віці 10 січня 2012 року. Похований на Байковому кладовищі (ділянка № 33, 50°25′7.71″ пн. ш. 30°30′10.12″ сх. д. / 50.4188083° пн. ш. 30.5028111° сх. д.).

## Наукова діяльність і визнання
Серед учнів М. П. Лисиці — два члени-кореспонденти НАН України, більше 20 докторів і 50 кандидатів наук. Наукові напрямки створеної ним наукової школи з оптики і спектроскопії включають абсорбційну оптику різних типів елементарних і колективних збуджень в напівпровідниках, люмінесцентні дослідження, комбінаційне розсіювання світла в твердих тілах, нові поляризаційні явища.
Михайло Павлович одразу оцінив революційне значення винайдення лазерів Теодором Майманом. За пропозицією Президента Академії наук України Б. Є. Патона він став його заступником у керуванні комісією з квантової електроніки, яка була покликана розвивати дослідження в цій новій галузі. Згодом він став відповідальним редактором нового періодичного збірника наукових праць «Квантова електроніка» — одного з перших періодичних видань такого напрямку в світі. В очолюваному ним відділі оптики було створено діючі зразки твердотільних лазерів і розпочато дослідження механізмів генерації когерентного випромінювання та явищ нелінійної оптики.
Під керівництвом М. П. Лисиці відділ оптики виконував прецизійні спектральні дослідження дисперсії показника заломлення й подвійного променезаломлення кристалів А2В6. З ініціативи Лисиці ці дослідження були доповнені дисперсійними дослідженнями екситонних явищ з використанням класичної оптичної методики гаків Рождественського, реалізовані на рекордному за лінійнійною дисперсією спектрографі ДФС-13, що дозволяв докладно простежити хід показника заломлення усередині смуг екситонних переходів при різних інтенсивностях лазерного випромінювання, в результаті чого був наочно продемонстрований ефект зникнення екситонів при високій концентрації фотогенерованих носіїв і виникнення електронно-діркової плазми.
Протягом 1954—1964 років займався проблемою температурних залежностей інтенсивностей спектрів нормальних коливань молекулярних сполук у різних агрегатних станах, що стало основою для докторської дисертації, яку Михайло Павлович захистив у 1961 року. У ній було покладено початок широким експериментальним і теоретичним дослідженням внутрішньомолекулярного резонансу Фермі та міжмолекулярного резонансу Олександра Давидова, таким чином відкривши комбінований резонанс Фермі-Давидова, яке знайшло визнання у спектроскопістів світу.
У відділі оптики був вперше виявлений і досліджений впродовж 1960-70-х років ефект насичення міжзонного поглинання та різкого перемикання в режим індукованої прозорості, що мав місце в кольорових скляних фільтрах при лазерному впливі. Крім того, ці дослідження більш ніж на 20-років передбачили бум з дослідженнями з оптики нульмірних напівпровідникових систем. Справа в тому, що зазначені фільтри являють собою скляну матрицю з інкорпорованими в неї мікрокристалітами напівпровідників А2В6 (CdSe-CdS). Середній розмір мікрокристалітів може становити кілька нанометрів, що співмірно з типовим екситонним радіусом напівпровідників А2В6. З цієї причини згодом наприкінці 80-х років саме на цих об'єктах була виконана відома серія робіт Ленінградського ФТІ ім. Йоффе, що поклали початок широким дослідженням в усьому світі екситонних явищ в умовах квантово-розмірного обмеження.
Разом із своїм учнем — членом-кореспондентом НАН України М. Я. Валахом — Лисиця вивчав коливні фононні збудження в напівпровідникових кристалах. На це були направлені одні із перших в Україні експериментів з використанням лазерного комбінаційного розсіювання світла.
Також Михайлу Павловичу вдалось разом із своїми учнями відкрити два нові нелінійні оптичні поляризаційні явища: додаткової нелінійної оптичної активності у гіротропних кристалах та принципово нової гігантської оптичної активності у негіротропних кубічних кристалах з домішковими тунельними центрами. Ці явища дозволяють реалізовувати нові методи керування характеристиками світлових променів.
М. П. Лисиця обґрунтував резонансний характер взаємодії електромагнітних хвиль міліметрового діапазону з живими організмами, зокрема з організмом людини, встановивши ті квантові переходи коливальної, обертальної, інверсійної та спінової природи, які дають лікувальні наслідки при опроміненні згаданими хвилями точок акупунктури меридіана, пов'язаного з хворим органом.
Академія наук Чехословаччини присудила йому Медаль Йоганеса Маркуса Марці, як видатному спектроскопісту. Він є лауреатом двох Державних премій України в галузі науки і техніки. У 2011 році згідно з постановою № 47 Президії НАН України М. П. Лисиці присуджено Золоту медаль імені В. І. Вернадського НАН України.
Академік М. П. Лисиця — автор більше 500 наукових праць і близько 40 авторських свідоцтв на винаходи. У співавторстві зі своїми учнями він видав 6 монографій, серед яких перша в світі «Волоконная оптика», перевидана за кордоном англійською мовою, а також 4-томне видання «Занимательной оптики».

## Вшанування пам'яті
На його честь названо астероїд 8064 Лисиця.
28 січня 2021 року відкрито меморіальну дошку на фасаді корпусу № 1 Інституту фізики напівпровідників ім. В. Є. Лашкарьова НАН України (м. Київ, проспект Науки, 45).